# Timmersjön (Långareds socken, Västergötland)
Timmersjön är en sjö i Alingsås kommun i Västergötland och ingår i Göta älvs huvudavrinningsområde. Sjön är 10 meter djup, har en yta på 0,026 kvadratkilometer och befinner sig 162 meter över havet.